# Shara Nelson
Shara Nelson (* 1965 in London) ist eine englische Sängerin und Musikerin.

## Leben
Nelson wurde durch ihren Gesang auf „Unfinished Sympathy“, einem Titel aus Massive Attacks Debütalbum „Blue Lines“, bekannt. Ihre Debütsingle war 1986 unter dem Titel „Can’t Get Over You“ (produziert von Lindel Lewis) erschienen. Dieser Song wurde bis heute nicht auf einer CD veröffentlicht. In den späten 1980er Jahren arbeitete sie mit Jah Wobble, Adrian Sherwood und The Wild Bunch, die sich später in Massive Attack umbenannten.
Ihre Arbeit mit Massive Attack beschränkte sich nicht allein auf den Gesang, sondern sie assistierte in mehreren Bereichen der Song-Produktion. Auch nach „Blue Lines“ arbeitete sie noch mit der Band weiter. Ein weiterer mit ihr aufgenommener Titel, „Just a Matter of Time“, kam nicht auf das Nachfolgealbum „Protection“.
1993 begann sie ihre Solokarriere mit dem UK-Top-20-Hit „Down That Road“, der auf #19 einstieg. Die Single wurde bei Cooltempo Records auf dem Debütalbum „What Silence Knows“ veröffentlicht, nachdem Nelson aus Bristol nach London zurückgekehrt war. Sowohl Paul Oakenfold als auch Steve Osbourne hatten Anteil am Remix der Single, die Nelson den Namen der „neuen Aretha Franklin“ einbrachte.
1995 wurde ihr zweites Album „Friendly Fire“ veröffentlicht. Es beinhaltete die Hits „Rough with the Smooth“ und „I Fell (So You Could Catch Me)“. Dieses Album löste sich vom Motown Pop und beinhaltete einige Streicherarrangements.
1998 veröffentlichte Nelson die Single „Black Island“ mit Air Cuba. Sie trug darüber hinaus mit dem Song „Moonraker“ zum David Arnold 007 James Bond Project bei.
1999 veröffentlichte sie die Single „U“ mit Kasha. Nach diesen Veröffentlichungen folgte eine ruhige Zeit, nur 2004 arbeitete sie an einem Album von Little Axe mit.
Erst im Dezember 2007 hörte man wieder von Nelson auf einer neuen Single von NUFrequency: „Go That Deep“, die in einem Remix von Charles Webster die Dance Charts anführte. Auf ihrer offiziellen Website veröffentlichte sie die neuen Lieder „Promise To You“, „Different“ und „If“.

## Diskografie

### Studioalben
| Jahr | Titel              | Höchstplatzierung, Gesamtwochen, AuszeichnungChartplatzierungen (Jahr, Titel, Platzierungen, Wochen, Auszeichnungen, Anmerkungen) | Höchstplatzierung, Gesamtwochen, AuszeichnungChartplatzierungen (Jahr, Titel, Platzierungen, Wochen, Auszeichnungen, Anmerkungen) | Höchstplatzierung, Gesamtwochen, AuszeichnungChartplatzierungen (Jahr, Titel, Platzierungen, Wochen, Auszeichnungen, Anmerkungen) | Höchstplatzierung, Gesamtwochen, AuszeichnungChartplatzierungen (Jahr, Titel, Platzierungen, Wochen, Auszeichnungen, Anmerkungen) | Höchstplatzierung, Gesamtwochen, AuszeichnungChartplatzierungen (Jahr, Titel, Platzierungen, Wochen, Auszeichnungen, Anmerkungen) | Anmerkungen                          |
| Jahr | Titel              | DE | AT | CH | UK | US | Anmerkungen                          |
| ---- | ------------------ | --- | --- | --- | --- | --- | ------------------------------------ |
| 1993 | What Silence Knows | — | AT32 (4 Wo.)AT | — | UK22 Gold · (11 Wo.)UK | — | Erstveröffentlichung: September 1993 |
| 1995 | Friendly Fire      | — | — | — | UK44 (2 Wo.)UK | — | Erstveröffentlichung: September 1995 |

### EPs
| Jahr | Titel           | Anmerkungen                                        |
| ---- | --------------- | -------------------------------------------------- |
| 1996 | Good Intentions | Erstveröffentlichung: 1996; mit Groove Corporation |

### Singles
| Jahr | Titel Album                                  | Höchstplatzierung, Gesamtwochen, AuszeichnungChartplatzierungen (Jahr, Titel, Album, Platzierungen, Wochen, Auszeichnungen, Anmerkungen) | Höchstplatzierung, Gesamtwochen, AuszeichnungChartplatzierungen (Jahr, Titel, Album, Platzierungen, Wochen, Auszeichnungen, Anmerkungen) | Höchstplatzierung, Gesamtwochen, AuszeichnungChartplatzierungen (Jahr, Titel, Album, Platzierungen, Wochen, Auszeichnungen, Anmerkungen) | Höchstplatzierung, Gesamtwochen, AuszeichnungChartplatzierungen (Jahr, Titel, Album, Platzierungen, Wochen, Auszeichnungen, Anmerkungen) | Höchstplatzierung, Gesamtwochen, AuszeichnungChartplatzierungen (Jahr, Titel, Album, Platzierungen, Wochen, Auszeichnungen, Anmerkungen) | Anmerkungen                                 |
| Jahr | Titel Album                                  | DE | AT | CH | UK | US | Anmerkungen                                 |
| ---- | -------------------------------------------- | --- | --- | --- | --- | --- | ------------------------------------------- |
| 1993 | Down That Road What Silence Knows            | DE68 (7 Wo.)DE | — | — | UK19 (6 Wo.)UK | — | Erstveröffentlichung: 12. Juli 1993         |
| 1993 | One Goodbye in Ten What Silence Knows        | DE71 (7 Wo.)DE | AT30 (1 Wo.)AT | — | UK21 (5 Wo.)UK | — | Erstveröffentlichung: 6. September 1993     |
| 1994 | Uptight What Silence Knows                   | — | — | — | UK19 (6 Wo.)UK | — | Erstveröffentlichung: 31. Januar 1994       |
| 1994 | Nobody What Silence Knows                    | — | — | — | UK49 (2 Wo.)UK | — | Erstveröffentlichung: 23. Mai 1994          |
| 1994 | Inside Out What Silence Knows                | — | — | — | UK34 (3 Wo.)UK | — | Erstveröffentlichung: 29. August 1994       |
| 1995 | Rough with the Smooth Friendly Fire          | — | — | — | UK30 (2 Wo.)UK | — | Erstveröffentlichung: 4. September 1995     |
| 1996 | I Fell (So You Could Catch Me) Friendly Fire | — | — | — | UK76 (1 Wo.)UK | — | Erstveröffentlichung: 25. März 1996         |
| 1998 | Sense of Danger All Systems Gone             | — | — | — | UK61 (2 Wo.)UK | — | Erstveröffentlichung: Mai 1998 mit Presence |

Weitere Singles
- 1999: U (mit Kasha)
- 1999: Black Island (mit Cuba)
- 2003: Hari Up Hari (mit Adrian Sherwood)
- 2003: Right Now (mit Futurasound)
- 2008: Go That Deep (mit Nufrequency)